# پال اردوش
پال اِردوش (مجاری: Erdős Pál؛ زادهٔ ۲۶ مارس ۱۹۱۳ در بوداپست – درگذشتهٔ ۲۰ سپتامبر ۱۹۹۶ در ورشو) ریاضی‌دان مجار بود. او بیشتر از هر کسی در طول تاریخ، مقاله ریاضی، منتشر کرد و در این کار، با عده زیادی از ریاضی‌دانان، همکاری داشت. میزان مقالات و کتاب‌های او در ریاضیات به حدی بود که عددی به نام عدد اردوش برای نشان دادن فاصله همکاری یک فرد با او ساخته شد.

## پیشینه
پال اردوش در سال ۱۹۱۳ در مجارستان متولد شد. هر دو خواهر او چند روز پیش از تولدش بر اثر مخملک از دنیا رفتند و او تنها فرزند والدینش بود که هر دو معلم ریاضی و یهودی بودند.

## زندگی حرفه‌ای
او ۱٬۵۰۰ مقاله و کتاب را به تنهایی یا با همکاری دیگران، نوشته‌است و از این رو، بیشتر از هر کس دیگری در تاریخ ریاضیات، با ریاضیدانان دیگر، همکاری داشته‌است.
پال اردوش، وقتی ۳ سال بیشتر نداشت، به نوعی، نابغه‌ای خردسال بود و می‌توانست با عددهای نسبتاً بزرگ، خیلی خوب، محاسبه کند. از اوایل دوران نوجوانی، پژوهش ریاضی را آغاز کرد. نخستین مقاله‌اش را در ۱۸ سالگی نوشت و در ۲۰ سالگی اثباتی بر اصل برتراند ارائه داد.

## یادداشت
1. ↑   [ˈɛrdø:ʃ ˈpa:l]